# Effectif actuel du Moose du Manitoba
| No    | Nom               | Nat. | Position       | Arrivée |
| ----- | ----------------- | ---- | -------------- | ------- |
| +032, | Arvid Holm        |      | Gardien de but |         |
| +035, | Oskari Salminen   |      | Gardien de but |         |
| +002, | Tyrel Bauer       |      | Défenseur      |         |
| +006, | Ashton Sautner    |      | Défenseur      |         |
| +007, | Simon Lundmark    |      | Défenseur      |         |
| +009, | Leon Gawanke      |      | Défenseur      |         |
| +014, | Jimmy Oligny      |      | Défenseur      |         |
| +018, | Dean Stewart      |      | Défenseur      |         |
| +034, | Ville Heinola     |      | Défenseur      |         |
| +047, | Declan Chisholm   |      | Défenseur      |         |
| +005, | Wyatt Bongiovanni |      | Centre         |         |
| +008, | Nicholas Jones    |      | Centre         |         |
| +010, | Evan Polei        |      | Ailier gauche  |         |
| +016, | Brad Lambert      |      | Ailier droit   |         |
| +020, | Kristian Reichel  |      | Ailier droit   |         |
| +028, | Kevin Stenlund    |      | Centre         |         |
| +029, | Alex Limoges      |      | Ailier gauche  |         |
| +037, | Henri Nikkanen    |      | Centre         |         |
| +039, | Jeff Malott       |      | Ailier gauche  |         |
| +040, | Daniel Torgersson |      | Ailier gauche  |         |
| +041, | Cole Maier        |      | Centre         |         |
| +042, | Chaz Lucius       |      | Centre         |         |
| +043, | Greg Meireles     |      | Ailier droit   |         |
| +050, | Thomas Caron      |      | Ailier gauche  |         |